# 南陽國境線
南陽國境線（朝鲜语：／ Namyang Kukgyŏng sŏn */?）是朝鮮民主主義人民共和國咸镜北道的一條鐵道線路，站點為南阳站到國境站，本线亦与中国长图铁路接轨。

## 路线概况
- 距离：0.8km
- 车站数：2
- 轨距：1435mm
- 电气化区间：直流3kV
- 复线区间：无